# Вінченцо Скамоцці
Вінченцо Скамоцці (італ. Vincenzo Scamozzi; 2 вересня, 1548, Віченца — 7 серпня, 1616, там само) — відомий італійський архітектор доби Пізнього Відродження і маньєризму кінця XVI — початку XVII століть. Прихильник позачасових, класицистичних форм архітектури. Автор трактату «Ідея універсальної архітектури» (1615), який було багаторазово перевидано та перекладено на багато мов. У 1612 році Скамоцці на замовлення князя Христофора Збаразького створив проєкт замку у Збаражі.

## Біографія

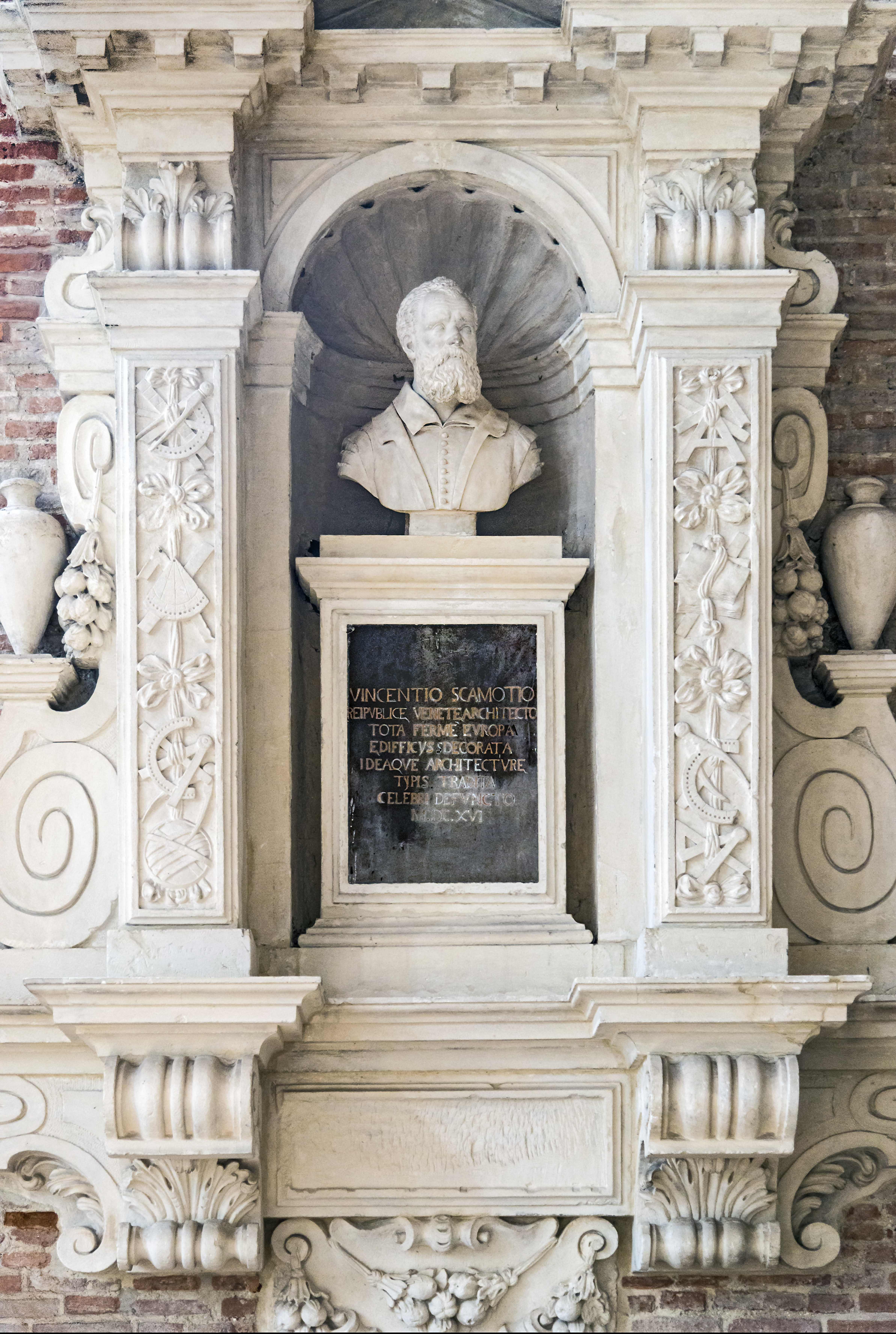
Пам'ятник Вінченцо Скемоззі

### Ранні роки
Народився в місті Віченца. Батько — Джан Доменіко Скамоцці — був землеміром, мав стосунок до будівництва, став першим вчителем для сина, прищепив йому поклоніння взірцям архітектора Себастьяно Серліо.

### Навчання
Сам Вінченцо вивчав трактат Вітрувія «Чотири книги про архітектуру». У 1679—1680 рр. відвідав Рим, де вивчав руїни античних споруд, а пізніше їздив до Франції. Зробив багато замальовок архітектури Франції, яка ніяк не позначилась на його творах (вона залишилась досить не схожою на звиклі для нього форми італійської архітектури).

### У Венеції

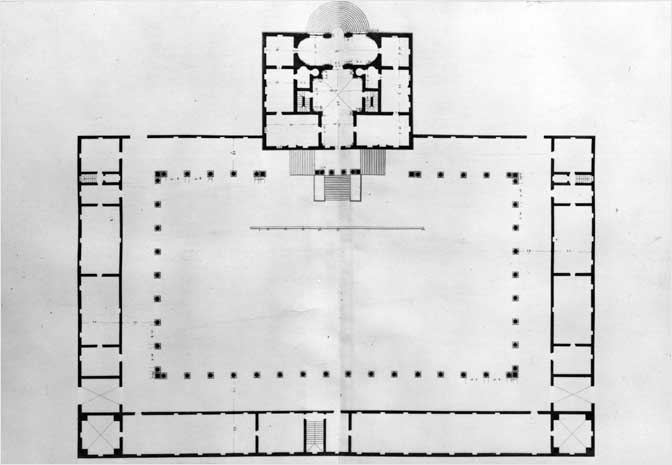
Скамоцці, проєкт вілли Пізані з внутрішнім двориком

Місцем постійного проживання обрав Венецію. До проєктів Скамоцці цього періоду відноситься проєкт Нових Прокурацій (це місце проживання прокурорів Сан Марко, їх офіційні квартири). Скамоцці зупинився на варіанті з аркадами першого поверху. Він рахувався з фасадом Бібліотеки, раніше побудованої архітектором Сансовіно і зробив фасад своєї будівлі подібним до фасаду Бібліотеки. Скамоцці встиг побудувати 11 чарунок Нових Прокурацій, усі інші добудував пізніше Бальдассаре Лонґена.

### Твори Скамоцці
Скамоцці — автор книги «Ідея універсальної архітектури» (надрукована у 1615 р.) Дослідники вважають, що друкування подібних книг в Венеції, відомому друкарському центрі всієї Італії, не що інше, як самореклама. Але ніхто не пропагував проєкти і вже створені роботи архітектора і той сам почав займатися цією проблемою.
До того ж, твори Скамоцці вийшли з друку досить пізно. «Ідея універсальної архітектури» вийшла з друку взагалі за 1 рік до смерті Вінченцо, отже не могла суттєво вплинути на пропаганду творів архітектора чи на його успіх. Зате нащадки мали розкішну можливість досліджувати і використовувати надбання Скамоцці, адже видання він снабдив багатьма своїми планами, проєктами фасадів, проєктними рішеннями різних споруд (тим, що ми назвали б зараз паперовою архітектурою).
Як книга Палладіо мала своїх прихильників в Англії, так і книга Скамоцці мала свою популярність в країнах Північної Європи — від Голландії до Польщі . На території сучасної України існує Збаразький замок, побудований за вказівками книги Скамоцці.

### Ідеальне місто Пальма Нуова
Скамоцці першим реалізував ідею фортечних бастіонів і вибудував одне з перших «ідеальних міст» на террафермі (континентальні землі Венеціанської республіки в Північній Італії) — Пальма Нуова. До проєктів Скамоцці належить і проєкт побудови головного собору в місті Зальцбург.

### Театр на зразок античності в місті Саббьонета

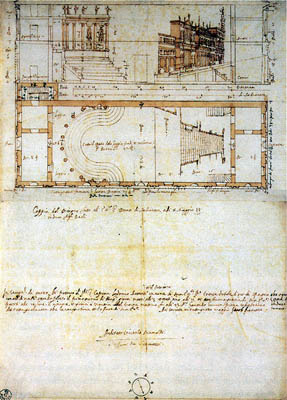
Проєкт театру Саббьонетта

Саме Скамоцці прийшлося завершити будівництво двох останніх споруд, початих архітектором Палладіо в місті Віченца (вілла Ротонда, театр Олімпіко).
Роль Вінченцо Скамоцці у створенні театру Олімпіко слід визнати вирішальною, як і в добудові іншого уславленого твору Палладіо — вілли Ротонда. Саме Скамоцці робив усе можливе, щоби якось прикрасити неприємні зовні стіни фортеці, де розмістили театр. Він же створив арку-портал, що готувала відвідувачів до зустрічі з імітацією римської архітектури в театрі, проходячи повз непривабливі зовні середньовічні стіни. Вони й досі зберігають неприбраний, середньовічний вигляд без тинькування і фарбування.
Доля подарувала архітектору можливість і самому створити театр в маленькому місті Саббьонетта. Він стане першим окремим театральним приміщенням і увійде в трійцю найдавніших театрів Італії, що збереглися до 2010 року.